# 大樹寺村
大樹寺村（だいじゅじむら）は、かつて愛知県額田郡にあった村である。
現在の岡崎市の一部（鴨田町・百々町・井ノ口町・上里、大門・薮田・大樹寺など）に該当する。

## 歴史
- 1878年（明治11年） -
  - 上大門村、中大門村、下大門村、大内新田が合併し、大門村となる。
  - 上之里村と東上里村が合併し、上里村となる。
  - 鴨田村と門前村が合併し、鴨田村となる。
- 1889年（明治22年）10月1日 - 大樹寺村、大門村、上里村、鴨田村、藪田村、井ノ口村、百々村が合併し、大樹寺村が発足。
- 1906年（明治39年）5月1日 - 岩津村、大樹寺村、奥殿村、細川村が合併し、岩津村が発足。同日大樹寺村は廃止。

## 神社・仏閣
- 大樹寺